# Верхняя Шурма
Верхняя Шурма — деревня в Уржумском районе Кировской области в составе Шурминского сельского поселения.

## География
Находится на расстоянии примерно 24 километра на юго-восток от районного центра города Уржум.

## История
Известна с 1873 года, когда в ней было учтено дворов 150 и жителей 1225, в 1905 17 и 101, в 1926 54 и 202, в 1950 72 и 203 соответственно, в 1989 230 жителей. С 1905 до 1978 деревня считалась селом при Александро-Невской церкви. Но потом она была отнесена к селу Шурма, а Верхняя Шурма стала деревней.

## Население
Постоянное население составляло 177 человека (русские 54 %, мари 46 %) в 2002 году, 137 в 2010.